# Trioza schrankii
Trioza schrankii är en insektsart som beskrevs av Flor 1861. Trioza schrankii ingår i släktet Trioza och familjen spetsbladloppor. Inga underarter finns listade i Catalogue of Life.